# Lucille Bogan
Lucille Bogan (nacida Lucile Anderson; 1 de abril de 1897-10 de agosto de 1948) fue una cantante y compositora de blues clásico estadounidense, y una de las primeras en ser grabadas. También grabó bajo el seudónimo de Bessie Jackson. El crítico musical Ernest Borneman señaló que Bogan era una de "las tres grandes del blues", junto con Ma Rainey y Bessie Smith. Muchas de las canciones de Bogan han sido grabadas por músicos de blues y jazz posteriores.
Muchas de sus canciones eran sexualmente explícitas y, en general, se la considera una cantante de " blues sucio ".
En 2022, fue incluida en el Salón de la Fama del Blues.

## Vida y carrera
Nació el 1 de abril de 1897, y le llamaron Lucile Anderson, hija de Gussie y Wylie Anderson. Según algunas fuentes, nació en Amory, Misisipi, pero según su entrada en el censo de 1900 su lugar de nacimiento fue Birmingham, Alabama. En 1914, se casó con Nazareth Lee Bogan, un ferroviario, y dio a luz a un hijo, Nazareth Jr., en 1915 o 1916. Más tarde se divorció de Bogan y se casó con James Spencer.
Grabó por primera vez canciones de vodevil para Okeh Records en Nueva York en 1923, con el pianista Henry Callens. Más tarde ese año grabó «Pawn Shop Blues» en Atlanta; esta era la primera vez que se grababa a una cantante de blues negro fuera de Nueva York o Chicago. En 1927 comenzó a grabar para Paramount Records en Grafton, Wisconsin, donde grabó su primer gran éxito, «Sweet Petunia», que fue versionado por Blind Blake. También grabó para Brunswick Records, con el respaldo de Tampa Red.
En 1930, sus canciones tendían a tratar sobre la bebida y el sexo, como «Sloppy Drunk Blues» (escrita y grabada por primera vez por Bogan, pero publicada primero por Leroy Carr en 1930 y luego por Bogan al año siguiente, grabada más tarde por otras personas) y «Tricks Ain 't Walkin' No More» (posteriormente grabado por Memphis Minnie). También grabó la versión original de Black Angel Blues, que (como Sweet Little Angel) fue versionada por BB King y muchos otros. Con su experiencia en algunos de los locales de música más ruidosos de la década de 1920, muchas de las canciones de Bogan, la mayoría de las cuales ella misma escribió, tienen referencias sexuales apenas veladas de humor. El tema de la prostitución, en particular, ocupó un lugar destacado en varias de sus grabaciones. Uno de ellos fue «Groceries on the Shelf (Piggly Wiggly)», que fue escrito y grabado originalmente por Charlie "Specks" McFadden. Piggly Wiggly es el nombre de una exitosa cadena de supermercados estadounidense, que opera en el sur y el medio oeste, y que abrió por primera vez en 1916. Bogan usó la noción de autoservicio en la letra modificada de la canción, parte de la cual decía: "Mi nombre es Piggly Wiggly y te juro que puedes ayudarte a ti mismo, y tienes que tener tu billete verde, y no hace falta nada más".
En 1933, regresó a Nueva York y, aparentemente para ocultar su identidad, comenzó a grabar como Bessie Jackson para el sello Banner de ARC. Habitualmente la acompañaba al piano Walter Roland, con quien grabó más de 100 canciones entre 1933 y 1935, incluidos algunos de sus mayores éxitos comerciales, "Seaboard Blues", "Troubled Mind" y "Superstitious Blues". Sus otras canciones incluyen «Stew Meat Blues», «Coffee Grindin' Blues», «My Georgia Grind» (acompañada al piano por Charles Avery ), «Honeycomb Man», «Mr. Screw Worm in Trouble» y «Bo Hog Blues».
Sus últimas grabaciones con Roland y Josh White incluyen dos pistas de " Shave 'Em Dry ", grabadas en Nueva York el 5 de marzo de 1935. La grabación alternativa no censurada es conocida por sus referencias sexuales explícitas, un registro único de las letras cantadas en clubes nocturnos para adultos. Según las notas de Keith Briggs para Document Records Complete Recordings, estas se grabaron para diversión de los ingenieros de grabación o para "distribución clandestina como 'Party Record'". Briggs señala que Bogan parece no estar familiarizada con las letras, las lee mientras las canta, potencialmente sorprendida por ellas.  Otra de sus canciones, «BD Woman's Blues», toma la posición de una "tortillera" ("BD" o bull dyke), con la letra "Comin' a time, BD women, they ain't going need no men", "They got a head like a sweet angel and they walk just like a natural man" y "They can lay their jive just like a natural man".
Parece no haber grabado después de 1935. Dirigió el grupo de jazz de su hijo, Bogan's Birmingham Busters, durante un tiempo, antes de mudarse a Los Ángeles poco antes de su muerte por esclerosis coronaria en 1948. Está enterrada en el Lincoln Memorial Park, en Carson.
En 2022, fue incluida póstumamente en el Salón de la Fama del Blues. La cita señalaba que "Bogan grabó algunas de las canciones de blues más memorables de la era anterior a la Segunda Guerra Mundial, incluidas algunas que fueron hitos del blues y otras que continúan sensacionalizando su reputación décadas después de su muerte".